# Diapason (revista)
Diapason (literalmente "a través de todas las notas") es una revista mensual, publicada en francés por el grupo italiano Mondadori. La revista se centra en la música clásica, especialmente grabaciones de música clásica y alta fidelidad. La revista fue creada por Georges Chérière en Angers, Francia; bajo el título de Diapasón donne le ton dans l'Ouest y la primera edición fue publicada en París, 1956.

## Diapason d'Or
Los críticos de Diapason revisan CD y DVD de música clásica publicados internacionalmente cada mes, puntuando los mismos con uno a cinco diapasones y los diez mejores álbumes reciben el prestigioso Diapason d'Or. Junto con los que otorga la BBC Music Magazine, la revista Gramophone y premio de la crítica discográfica alemana es el premio europeo independiente más significativo para la música clásica.
La principal alternativa en lengua francesa a Diapason es Le Monde de la Musique, pero la revista dejó de publicarse en 2009. Gran parte de sus lectores, a continuación, se pasaron a Diapason, aumento su circulación. Dicha revista otorgaba el Choc du Monde de la Musique, a menudo deletreado CHOC, equivalente al Diapason d'Or.